# 安托林·阿尔卡拉斯
安托林·艾卡拉斯·韋華奴斯（西班牙語：Antolín Alcaraz Viveros，1982年7月30日—），出生在聖羅克岡薩雷斯德聖克魯斯，是一名巴拉圭足球運動員，司職中堅，現效力巴拉圭足球甲級聯賽球會奥林匹亚。

## 職業生涯

### 球會

#### 早年
艾卡拉斯在巴拉圭業餘球會效力後，當時19歲的他前往阿根廷加盟競賽會，上陣機會卻寥寥無幾。2002年夏天，他加盟費倫天拿，但球會很快就面對破產和重組。其後，他雖然曾經到巴勒莫試訓，但最終轉投葡萄牙球會比拉馬。
在2002/03球季的半季時，已經上陣7次的艾卡拉斯成為這支葡超球會的防守支柱，還獲得任命為隊長。2005/06球季，他協助這支阿威羅球會重返頂級聯賽，該季他總共上陣了31次。

#### 布魯日
2007年4月30日，艾卡拉斯轉會至比利時球會布魯日。他最終在2007/08球季成為球隊的正選球員，協助布魯日取得兩次季軍和一次亞軍。

#### 韋根
2010年5月14日，艾卡拉斯加盟英超球會韋根，轉會費未有公佈，他和布魯日的合約大約在6月結束。

#### 愛華頓
2013年7月9日，剛約滿韋根的艾卡拉斯，追隨前韋根領隊罗伯托·马丁内斯轉投埃弗顿並簽署兩年合約。12月29日對修咸頓的聯賽，艾卡拉斯首次替愛華頓披甲上陣，最終協助球隊2-1取勝。

### 國家隊
2008年11月，艾卡拉斯首次獲巴拉圭徵召。
艾卡拉斯亦獲徵召出戰2010年世界盃。6月14日，他在分組賽首場對意大利的賽事中第七次上陣並接應定球而攻入其處子入球，使球隊最終在開普敦逼和對手1-1。

#### 國際賽入球
| # | 日期          | 地點                           | 對手     | 入球 | 結果 | 性質             |
| - | ------------- | ------------------------------ | -------- | ---- | ---- | ---------------- |
| 1 | 2010年6月14日 | 南非開普敦球場                 | 義大利   | 1–0  | 1–1  | 2010年世界盃     |
| 2 | 2011年7月13日 | 阿根廷柏度安尼斯圖馬迪連拿球場 | 委內瑞拉 | 1–1  | 3–3  | 2011年美洲國家盃 |

## 私生活
2007年7月30日，艾卡拉斯與她的阿根廷女友埃萬（Evangelina）結婚。2008年11月10日，他們迎來第一位小孩，取名華倫天奴（Valentino）。

## 外部連結
- （葡萄牙文）Stats at ForaDeJogo （页面存档备份，存于）
- （英文）Stats and profile at Zerozero （页面存档备份，存于）
- （英文）安托林·阿尔卡拉斯在National-Football-Teams.com的資料
- （英文）安托林·阿尔卡拉斯 – FIFA國際賽競賽紀錄 (存檔)